# Automation (jeu vidéo)
 (juillet 2020).
Automation est un jeu vidéo développé et édité par Camshaft Software pour Microsoft Windows qui permet au joueur de créer et de gérer une entreprise automobile virtuelle et de concevoir des véhicules à vendre. Il est actuellement disponible via Steam en accès anticipé.

## Système de jeu
Le jeu permet la conception, la création et les tests de différents véhicules. 
Le jeu comprend trois options: la conception du moteur, la conception de la voiture et un simulateur économique. Le composant de conception du moteur a été publié en premier afin de stimuler la demande de précommandes et de financer le développement du reste du jeu. En avril 2014, il avait vendu 10 000 précommandes. En avril 2015, les précommandes ont atteint 25 000. 
Le 13 juillet 2018, une option est devenue disponible pour exporter des véhicules fabriquées dans Automation vers BeamNG.drive en tant que véhicules pouvant être conduits.